# Le Jeune Medardus
Pour plus de détails, voir Fiche technique et Distribution.
Le Jeune Medardus (Der junge Medardus) est un film muet autrichien réalisé par Michael Kertész en 1923, pour la Sascha Film.

## Synopsis
En 1809, alors que Napoléon est aux portes de Vienne, le duc de Valois, prétendant au trône de France et exilé en Autriche, complote contre l'usurpateur. Le fils du duc, Franz, est amoureux d'Agathe Klähr et demande à son père le consentement au mariage que celui-ci lui refuse. Désespérés, les deux jeunes gens se suicident. Le frère d'Agathe, Medardus, séduit alors la fille du duc, Helene, voulant en faire l'instrument de sa vengeance contre la famille des Valois. Les troupes napoléoniennes entrent à Vienne, bientôt en flammes, et Helene incite Medardus à tuer Napoléon.

## Fiche technique
- Titre : Le Jeune Medardus
- Titre original : Der junge Medardus
- Réalisation : Michael Curtiz
- Scénario : Ladislaus Vajda d'après la pièce de théâtre d'Arthur Schnitzler
- Photographie : Eduard von Borsody et Gustav Ucicky
- Direction artistique : Julius von Borsody et Arthur Berger
- Direction technique : Sascha Kolowrat
- Producteur : Arnold Pressburger
- Genre : Drame romanesque / Film historique
- Format : Noir et blanc
- Durée : 76 minutes

## Distribution
- Victor Varconi (crédité Michael Varkonyi) : Medardus Klähr
- Anny Hornik : Agathe Klähr, sa sœur
- Maria Hegyesi : Mme Klähr, leur mère
- Egon Jordan : Etzel, employé de librairie
- Franz Glawatsch : Berger, sculpteur
- Gyula Szöreghy : Mr Eschenbacher, frère de Mme Klähr
- Josef König : Waschshuber, épicier
- Mary Stone (actrice) : Anna, sa fille
- Ludwig Rethey : Le duc de Valois
- Agnes Esterhazy (créditée Agnes d'Ester) : Helene, sa fille
- Karel Lamač (crédité Karl Lamac) : Le prince Franz, son fils
- Ferdinand Onno : Le marquis de Valois, son neveu
- Michael Xantho : Napoléon Ier

## Commentaire
Avec Sodome et Gomorrhe (1922), Le Jeune Medardus est l'un des rares films subsistants à ce jour, d'avant sa période hollywoodienne (à partir de 1926), de Mihály Kertész (en Hongrie), devenu Michael Kertész (en Autriche) et enfin Michael Curtiz (aux États-Unis). Ses qualités de metteur en scène sont ici évidentes et ce n'est pas un hasard si la Warner Bros. Pictures lui a proposé un engagement trois ans après. La photographie et la direction d'acteurs sont à l'avenant. La Sascha Film, pour laquelle le film a été produit, était « la » grande compagnie cinématographique autrichienne de l'époque.